# Rożnowice
Rożnowice é uma vila no sul da Polônia, Antes de 1948 se chamava Rozembark, sendo uma pequena vila tendo apenas 1.436 habitantes. Aproximadamente 8 km de Biecz, 12km ao norte de Gorlice e 94km ao leste da capital regional de Cracóvia, estando na Voivodia Pequena Polônia. 

## Lugares Notáveis
A Cidade de Rożnowice tem uma Igreja Católica, a Igreja de Saint Andrew, que é uma das atrações locais. Também tem seu cemitério e seu cemitério da Primeira Guerra Mundial. Esta vila tem sua população fixada aos redores da rua principal. 